# Vosketap
Vosketap (en armenio: Ոսկետափ) es una comunidad rural de Armenia ubicada en la provincia de Ararat.
En 2008 tenía 5285 habitantes. Hasta 1991 era conocido como "Shirazlu".
Se ubica en el cruce de las carreteras H8 y H10, a medio camino entre Artashat y Ararat por la primera carretera y unos 5 km al suroeste de Vedi por la segunda.

## Demografía
Evolución demográfica:
| Año        | 1873 | 1897 | 1926 | 1939 | 1959 | 1970 | 1979 | 1989 | 2001 | 2004 |
| Habitantes | 150  | 451  | 398  | 1181 | 2161 | 3338 | 3867 | 3826 | 4677 | 4700 |